# José Rafael Ojeda Durán
José Rafael Ojeda Durán (Xalapa, Veracruz; 3 de febrero de 1954) es un militar mexicano. Fue secretario de Marina durante el sexenio el presidente Andrés Manuel López Obrador entre 2018 y 2024.

## Biografía
Ingresó a la Heroica Escuela Naval Militar el 9 de enero de 1969 y cinco años después egresó como guardiamarina. En 1974 se graduó como ingeniero geógrafo e ingeniero mecánico naval; en el Centro de Estudios Superiores Navales realizó cursos de Mando Naval, Estado Mayor Naval y la maestría en Seguridad Nacional, presentando la Tesis: “La sociedad mexicana, corrupción y democracia, su influencia en la seguridad nacional”.
Es miembro de la “Legión de Honor Mexicana” y Diplomado del Centro Superior de Estudios de la Defensa Nacional, de Madrid, España, instituto que le otorgó el distintivo “Altos Estudios Estratégicos para Oficiales Superiores Iberoamericanos”.
Con más de 50 años de servicio es el integrante de mayor rango y antigüedad en el servicio activo de la Armada de México, desempeñándose durante su carrera en diferentes unidades y establecimientos, realizando funciones tanto operativas, como administrativas, académicas, de personal y de alta gerencia.
Entre los cargos que ha ocupado destacan: jefe de Ayudantes del Jefe de Operaciones Navales y del oficial mayor de Marina, jefe de sección de Estado Mayor, jefe de Estado Mayor de Zonas Navales, director general Adjunto de Seguridad y Bienestar Social, director general de Recursos Humanos, director general de Investigación y Desarrollo, subdirector general del Instituto de Seguridad Social para las Fuerzas Armadas Mexicanas (ISSFAM).
Antes de ser secretario de Marina fue inspector y contralor general de Marina, siendo el encargado de supervisar, fiscalizar y auditar el empleo de los recursos humanos, financieros y materiales de las unidades y establecimientos, así como la observancia de la disciplina Naval, además de ser designado por la Secretaría de la Función Pública como titular del Órgano Interno de Control en la Institución, formando parte del sistema de control y evaluación gubernamental.
Su experiencia de mando abarca los diferentes niveles operativos de la armada, lo que incluye la comandancia de diferentes tipos de buques, recibiendo en 1987 el “Reconocimiento Especial a la Operatividad y Eficiencia”, otorgado por la Fuerza Naval del Pacífico; además, fue comandante de Flotilla de Guardacostas, de sector, zona, regiones navales y de la Fuerza Naval del Pacífico.
En el ámbito académico fue profesor militar y jefe de la carrera del Cuerpo General en la Heroica Escuela Naval.
Recibió las condecoraciones de “Perseverancia” de Sexta a Primera Clase, así como de “Perseverancia excepcional” de Tercera y Segunda Clase; Condecoración al “Mérito Docente Naval”, Condecoración de “Servicios Distinguidos”, otorgada por el Ejército y Fuerza Aérea Mexicanos, Distintivo del “Sistema de Búsqueda y Rescate de la Armada de México” y el de “Auxilio a la Población Civil, en Zonas y Casos de Desastre y Salvaguarda de la Vida Humana en la Mar”.
El 1 de diciembre de 2018 fue designado por Andrés Manuel López Obrador como secretario de Marina.

## Polémica
Debido a que el almirante Ojeda fue jefe naval de Acapulco en 2014 y señalado por algunos periodistas, en 2022 el gobierno de López Obrador deslindo públicamente al Secretario de Marina del caso  Ayotzinapa. 

## Cargos
- Jefe de Sección en el Estado Mayor de la Decimocuarta Zona Naval
- Jefe del Estado Mayor  en la Sexta y Décima Zonas Navales
- Subdirector General del Instituto de Seguridad Social para las Fuerzas Armadas Mexicanas
- Jefe de Ayudantes del Jefe de Operaciones Navales y del Almirante oficial Mayor de Marina